# Namastey London
Namastey London (Hindi: नमस्ते लंदन) ist eine Hindi-Filmkomödie von Vipul Amrutlal Shah aus dem Jahr 2007.

## Handlung
Jasmeet Singh lebt mit ihrem Vater Manmohan Singh und Mutter Bebo in London. Die junge Inderin nennt sich Jazz, hängt gerne an Partys rum – und hat einen weißen Freund namens Charlie Brown. Das passt dem Papa gar nicht: Er beschließt, mit der Familie nach Indien zu reisen, um dort einen Gatten für Jazz zu finden. Nach langem Suchen landen sie in Manmohans Heimat, dem Punjab. Dort wiederum fällt Papa der adrette Arjun auf, der Sohn eines Freundes. Umgehend wird die Heirat arrangiert und Jazz fügt sich. Doch kaum zurück in England lässt Jazz ihren Gatten stehen: Nach englischem Recht sei die Ehe nicht gültig, sie habe nur mitgemacht, um ungehindert aus Indien herauszukommen. Der tieftraurige Arjun bleibt in London und da er Jazz seit dem ersten Augenkontakt liebt, sorgt er für ihr Wohlbefinden.

## Musik
| Lied              | Sänger                             |
| ----------------- | ---------------------------------- |
| Main Jahan Rahoo, | Rahat Fateh Khan, Krishna          |
| Dilrooba          | Zubeen Garg, Alisha Chinai         |
| Rafta Rafta       | RDB                                |
| Yehi Hota Pyar    | Himesh Reshammiya, Sunidhi Chauhan |
| Aanan Faanan      | Jayesh Gandhi, Akriti Kakkar       |
| Chakna            | Himesh Reshammiya                  |
| Veeraniya         | Himesh Reshammiya                  |